# William Cunningham
Pour les articles homonymes, voir William Cunningham (9e comte de Glencairn) et Cunningham.
William Cunningham, né le 29 décembre 1849 et mort le 10 juin 1919, est un historien et économiste britannique.
Il est président de la Royal Historical Society de 1909 à 1913.